# Abugida
Abugida (z Ge'ez: አቡጊዳ), někdy také alfasylabické písmo, neosylabár, pseudoabeceda, je druh písma, ve kterém jednotlivé grafémy označují souhlásku + neměnnou inherentní samohlásku a ostatní samohlásky nebo absence samohlásky se vyznačují diakritickými modifikacemi.

## Názvy
Název „abugida“ pro tento typ písma navrhl americký specialista na typologii písma Peter T. Daniels (* 1951) v roce 1990. Výraz se neujal hned, ale postupně se šíří. Název „neosylabické písmo“ navrhl francouzský filolog James-Germain Février (1895–1976) roku 1948. Název „pseudoabeceda“ navrhl americký lingvista Fred Householder (1913–1994) v roce 1959.

## Charakteristika
Každý grafém abugidy označuje souhlásku se standardní inherentní samohláskou (nejčastěji a, šva nebo o). Modifikací tohoto grafému se mění samohlásková část znaku a jedna z modifikací slouží k vyjádření toho, že za souhláskou se nevysloví žádná samohláska. V abugidě tedy, na rozdíl od typického slabičného písma, existuje systematická grafická podoba mezi foneticky příbuznými slabikami: Všechny grafémy se společnou souhláskou se navzájem podobají a všechny grafémy se společnou samohláskou (anebo bez samohlásky) mají stejnou samohláskovou značku (samozřejmě kromě standardní inherentní samohlásky, která se za souhláskami neoznačuje).
Příklad: Pokud bychom češtinu zapisovali abugidou a inherentní samohláskou by bylo „a“, tak písmeno C by se standardně četlo [ca]. Pokud bychom chtěli napsat jen samostatnou souhlásku [c], bylo by třeba přidat značku naznačující absenci samohlásky, pro tento příklad značku ◌̇, takže bychom dostali Ċ. Pokud bychom chtěli napsat jiné samohlásky tak by bylo nutné použili další diakritická znaménka, pro tento příklad bychom pomocí (´ˇ¸ˆ) získali kombinace [ci](Ć), [cu] (Č), [ce] (Ç) a [co](Ĉ). Slova carevna, kanec, civět, cukr, celý a cože by se tedy psala crevna, kaneċ, ćvět, čkr, çlý a ĉže.
Modifikace grafému se může uskutečnit i pouhým otočením celého grafému (například v kríjském písmu, tj. písmo kmene Cree), toto písmo se však může klasifikovat i jako typicky slabičné písmo.

## Výskyt
Abugidy jsou nejvíce rozšířené na indickém subkontinentu a v jihovýchodní Asii. Tato písma pocházejí z indického starověkého písma Brahmí, které vzniklo v letech 500–300 před naším letopočtem a stalo se předchůdcem okolo 40 moderních indických písem. Patří sem například Dévanágarí, Bengálské písmo, Thajské písmo, Barmské písmo, Tamilské písmo, Khmerské písmo, Gudžarátské písmo, Sinhalské písmo, Tibetské písmo a mnoho dalších.
Písmem založeném na principu abugidy je i etiopské písmo používané na zápis Amharštiny, Tigrajštiny, starého jazyka ge'ez a dalších jazyků, kterými se hovoří v Etiopii a Eritreji.
Písma etiopské písmo, sjednocené kanadské aborigenní slabičné písmo (t. j. hlavně kríjske písmo) a pahawh hmong se klasifikují i jako slabičná písma (a ne abugidy). Pokud se pod abugidu nezařadí etiopské písmo, může být však označení „abugida“ problematické, protože tento termín pochází z etiopského názvu etiopského písma. Jako abugida se někdy klasifikuje i maledivské písmo Tána (Thaana) které ale nemá inherentní samohlásku a samohláskové diakritiky pochází z arabského abdžadu.